# Mathias Ranégie
Mathias Eric Ranégie, född 14 juni 1984 i Johannebergs församling i Göteborg, är en svensk före detta fotbollsspelare. Han spelade under sin karriär för bland annat BK Häcken, Malmö FF, Udinese och Watford.

## Uppväxt
Ranégie växte upp i Majorna med sin mor och bror; hans far kommer från Guadeloupe. Han inledde sitt fotbollsspelande i Göteborgs FF men bytte snart till Masthuggets BK där han redan som tolvåring skördade framgångar i Gothia Cup. Ranégie betraktades under tonåren som en lovande fotbollstalang,  Han var också med när Masthuggets P84-lag i samarbete med Skogens IF något år senare tog sig upp i Pojkallsvenskan.

## Klubbkarriär
Sen flyttade han till sin far i Paris och återupptog där fotbollskarriären i ett lag i de lägre divisionerna. År 2005 flyttade han hem till Sverige igen och började spela med division 5-laget Majornas IK. Det gick bra för honom och han fick året därpå kontrakt med Lärje-Angered. Säsongen 2006 lyckades han göra 25 mål på 19 matcher och bli utsedd till Division 2:s bäste spelare vilket gjorde att klubbar som Gais, Elfsborg, Häcken, Örgryte och holländska FC Groningen visade intresse. Valet föll dock på IFK Göteborg, som efter provspel skrev ett tvåårskontrakt med Ranégie.
Ranégie gjorde allsvensk debut mot Trelleborgs FF i april 2007. Han gjorde sitt första allsvenska mål i Göteborgs segermatch mot IFK Norrköping 12 april 2008.
Sommaren 2008 var Ranégie i stort sett klar för Go Ahead Eagles i den holländska andradivisionen, skadeproblem gjorde dock att klubben tvekade och Ranégie fick återvända till IFK Göteborg. Go Ahead Eagles valde ändå till slut att ge Ranégie en chans då IFK Göteborg gick med på att låna ut honom i augusti 2008.
Ranégie skrev kontrakt med Häcken som bosmanfall, efter en lyckad läkarundersökning torsdagen den 8 januari 2009. Den 30 augusti 2011 meddelade Häcken och Malmö FF att Ranégie sålts till Malmö FF efter ett allsvenskt facit 2011 med 18 mål på 22 matcher under de 23 första omgångarna med Häcken.
Den 31 augusti 2012, sista dagen innan transferfönstret stängde skrev Ranégie på ett femårskontrakt med Serie A-klubben Udinese. Udinese uppges ha betalat runt 18-20 miljoner kronor för den 28-årige anfallaren som bytte klubb efter exakt ett år i Malmö FF.
I sin första start för Udinese i Serie A när storklubben AC Milan gästade Udine fick Ranegie starta i anfallet tillsammans den italienska landslagsmannen Antonio Di Natale. I den fyrtionde minuten kom en långboll som nickskarvades av Benatia mot Ranegie och han nickade in bollen i mål bakom målvakten Abbiati. Senare i den sextioåttonde minuten blev Ranegie fälld av den colombianska försvararen Zapata och domaren blåste straff till Udinese som Di Natale kunde skjuta i mål. Matchen slutade 2-1 till Udinese och Mathias Ranegie blev matchvinnare och fick högt betyg av de italienska tidningarna. Denna match var enligt många höjdpunkten på Ranegies karriär och han blev kallad till truppen för nästa landskamp för Sverige. Efter en rad svagare insatser i Udinese under 2012–2013 förlorade han så småningom sin plats i startelvan och sedan även sin landslagsplats.
Från Udinese gick han vidare till Championship-klubben Watford  den 3 januari 2014 på ett treårskontrakt. Efter att på slutet haft svårt att ta en plats lånades han i augusti 2014 ut till Millwall, även det en Championship-klubb. Lånet skulle sträckt sig till januari 2015, men i november 2014 meddelade Millwall att de avslutade lånet.
Den 17 februari 2016 meddelade DIF Fotboll att Ranégie ska spela för Djurgården på lån under 2016.
Hösten 2017 hade han ett korttidskontrakt med BK Häcken. I mars 2018 skrev Ranégie på för division 1-klubben Syrianska FC. I april 2020 meddelade Ranégie att han avslutade sin fotbollskarriär.

## Landslagskarriär
Den 20 januari 2010 gjorde Ranégie landslagsdebut för Sverige, i en träningsmatch mot Oman. Den 23 januari 2010 gjorde han sitt första landslagsmål i en träningsmatch mot Syrien.